# Broktagel
Broktagel (Bryoria bicolor) är en lavart som först beskrevs av Jakob Friedrich Ehrhart, och fick sitt nu gällande namn av Brodo & D. Hawksw. Broktagel ingår i släktet Bryoria och familjen Parmeliaceae.  Arten är reproducerande i Sverige. Inga underarter finns listade i Catalogue of Life.

## Galleri

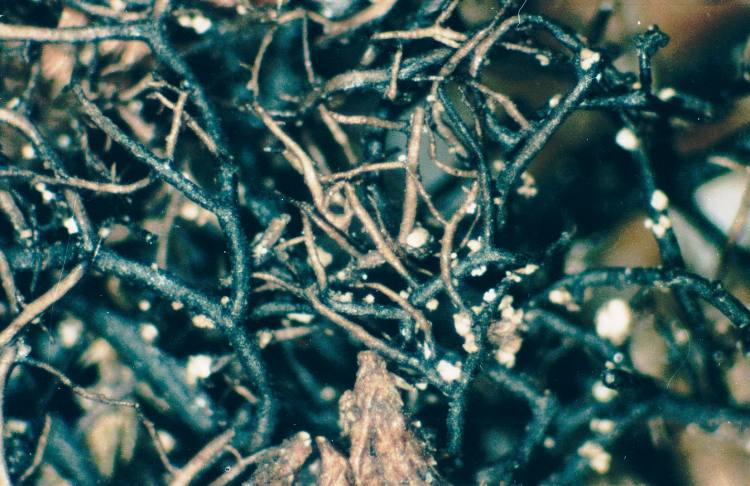
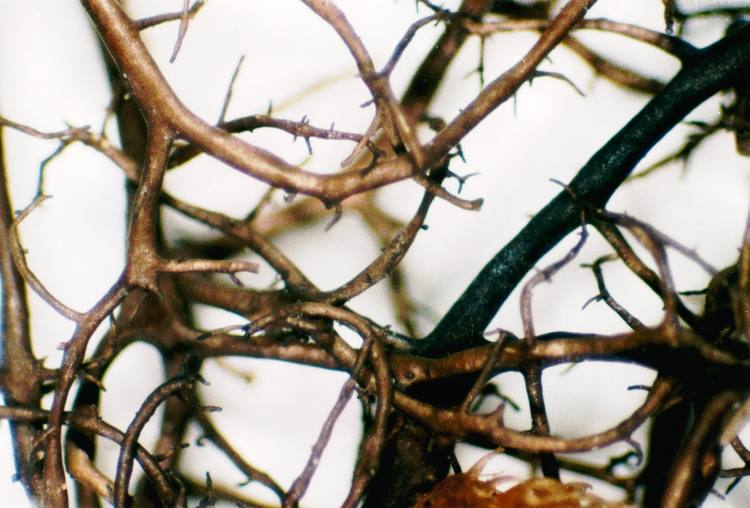
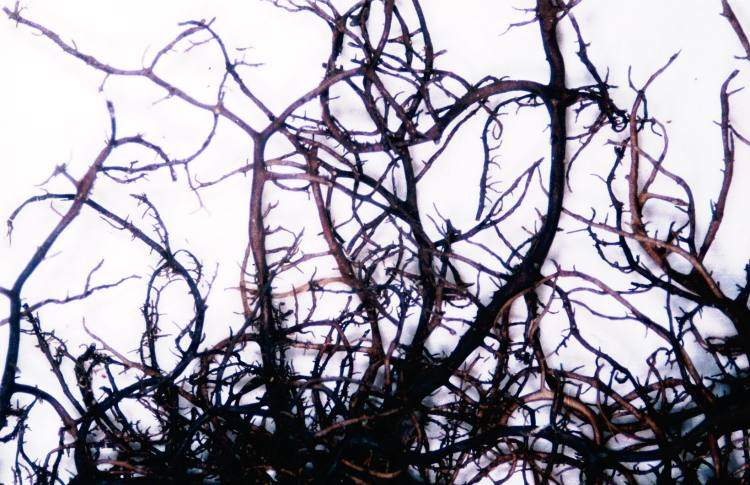